# Anuar Kumpiekiejew
Anuar Kairgieldyjewicz Kumpiekiejew (oryg. Ануар Каиргельдыевич Кумпекеев, ur. 16 czerwca 1984 w Pawłodarze) – kazachski polityk.

## Życiorys
W 2005 ukończył studia na uniwersytecie moskiewskim jako bakałarz ekonomii, w 2007 został magistrem polityki ekonomicznej na Uniwersytecie w Bradford (Wielka Brytania), w 2016 ukończył studia na Uniwersytecie w Kokczetawie im. Czokana Walichanowa. We wrześniu 2005 został specjalistą Departamentu Ekonomii i Finansów Ministerstwa Ochrony Zdrowia Kazachstanu, od października 2007 do września 2008 był dyrektorem Departamentu Marketingu i Komercjalizacji oraz dyrektorem Departamentu Rozwoju Strategicznego w Narodowym Centrum Biotechnologii Kazachstanu. Później pracował na kierowniczych stanowiskach w Kazachstańskim Centrum Modyfikacji i Rozwoju Gospodarki Komunalnej, od lipca 2012 do maja 2015 był zastępcą akima, następnie do sierpnia 2018 akimem Stiepnogorska. Od 22 sierpnia 2018 do czerwca 2019 zajmował stanowisko akima Pawłodaru.